# Alexander-Coppel-Gesamtschule

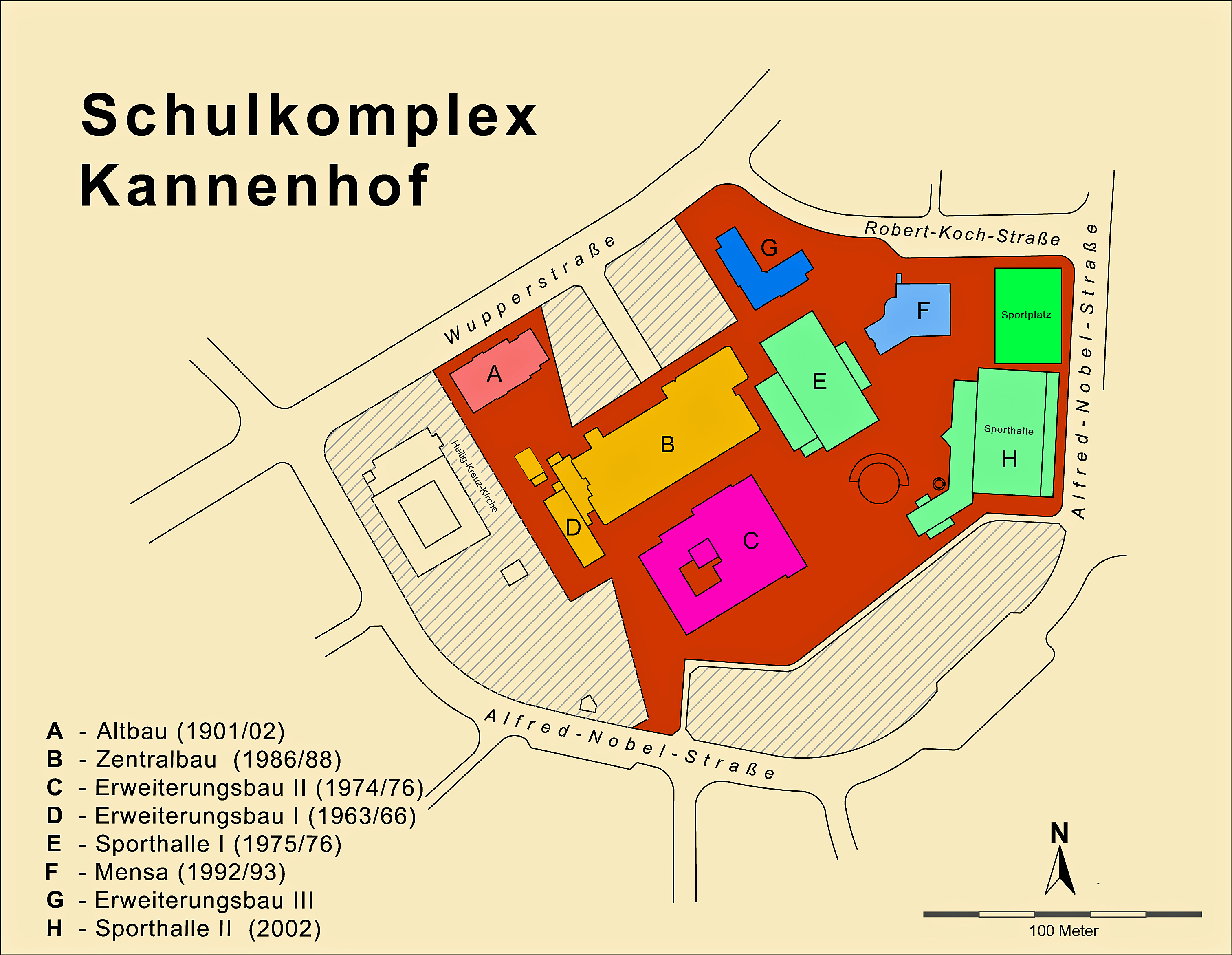
Lageplan der Alexander-Coppel-Gesamtschule Solingen

Die Alexander-Coppel-Gesamtschule, ehemals katholische Volksschule Kannenhof und ehemals Städtische Gesamtschule Solingen, ist die erste Gesamtschule Solingens.

## Geschichte
Ihren früheren Namen erhielt die Schule Kannenhof von einem Sattelgut, das Teil der Hofschaft Klauberg war. Um 1660 erwarb Kapitänleutnant Werner Wilhelm de Cannen den Gutshof, der seit dem ausgehenden 17. Jahrhundert die Bezeichnung Cannen-Klauberg führte. Später wandelte sich der Name zum heutigen Kannenhof.
Ende des 19. Jahrhunderts stiegen die Schülerzahlen in Solingen rasant an. Zur Entlastung der katholischen Volksschule in der Augustastraße wurde auf Initiative von Pfarrer Pies aus der Gemeinde St. Clemens 1901 der Grundstein für die katholische Volksschule Kannenhof gelegt. Bereits am 31. Oktober 1902 wurde der Neubau für acht Klassen eröffnet. Das ursprüngliche Schulgebäude von 1902 ist als Gebäude Teil A im heutigen Schulkomplex erhalten. Im ersten Jahr unterrichteten fünf Lehrer, eine Lehrerin sowie eine technische Lehrerin konfessionsübergreifend 354 Kinder im Alter zwischen 6 und 14 Jahren. Innovativ für das damalige Schulsystem war der von Beginn an eingeführte Haushaltungsunterricht für Mädchen.
Aufgrund des Hamburger Abkommens zur Bildungsreform erfolgte 1968 die Umwandlung der katholischen Volksschule zur städtischen Hauptschule Kannenhof. Am 30. August 1982 nahm die erste Gesamtschule Solingens ihre Arbeit auf. Im ersten Jahr wurden sechs Klassen provisorisch im alten Schulgebäude Elsa-Brändström-Straße untergebracht. 1983 siedelten die Gesamtschulklassen in die Schule Kannenhof über, wo bis 1986 zunächst parallel zum Hauptschulbetrieb eine mehrzügige Gesamtschule aufgebaut wurde. 1986 lief die Hauptschule Kannenhof aus. Aus der Schule Kannenhof wurde die Städtische Gesamtschule Solingen.
Als eine der ersten Gesamtschulen in NRW erhielt die Städtische Gesamtschule Solingen 1988 eine gymnasiale Oberstufe bis Jahrgangsstufe 13. Die ersten 33 Abiturienten wurden im Juni 1991 verabschiedet. Die Errichtung eines Mensaneubaus 1993 (Gebäudeteil F) ermöglichte die Einrichtung eines Ganztagsunterrichts an der Schule.
Heute unterrichten auf dem etwa zwei Hektar großen Schulgelände weit über einhundert Lehrer mehr als 1.200 Schüler.
Mit Beschluss des Schulträgers im Ausschuss für Schule und Weiterbildung vom 28. April 2015 sowie der Ratssitzung vom 7. Mai 2015 wurde einstimmig beschlossen, die Städtische Gesamtschule Solingen zum Schuljahr 2015/16 in Alexander-Coppel-Gesamtschule  umzubenennen. In diesem Rahmen wurde auch der Antrag gestellt, UNESCO-Projektschule zu werden.

## Schule heute

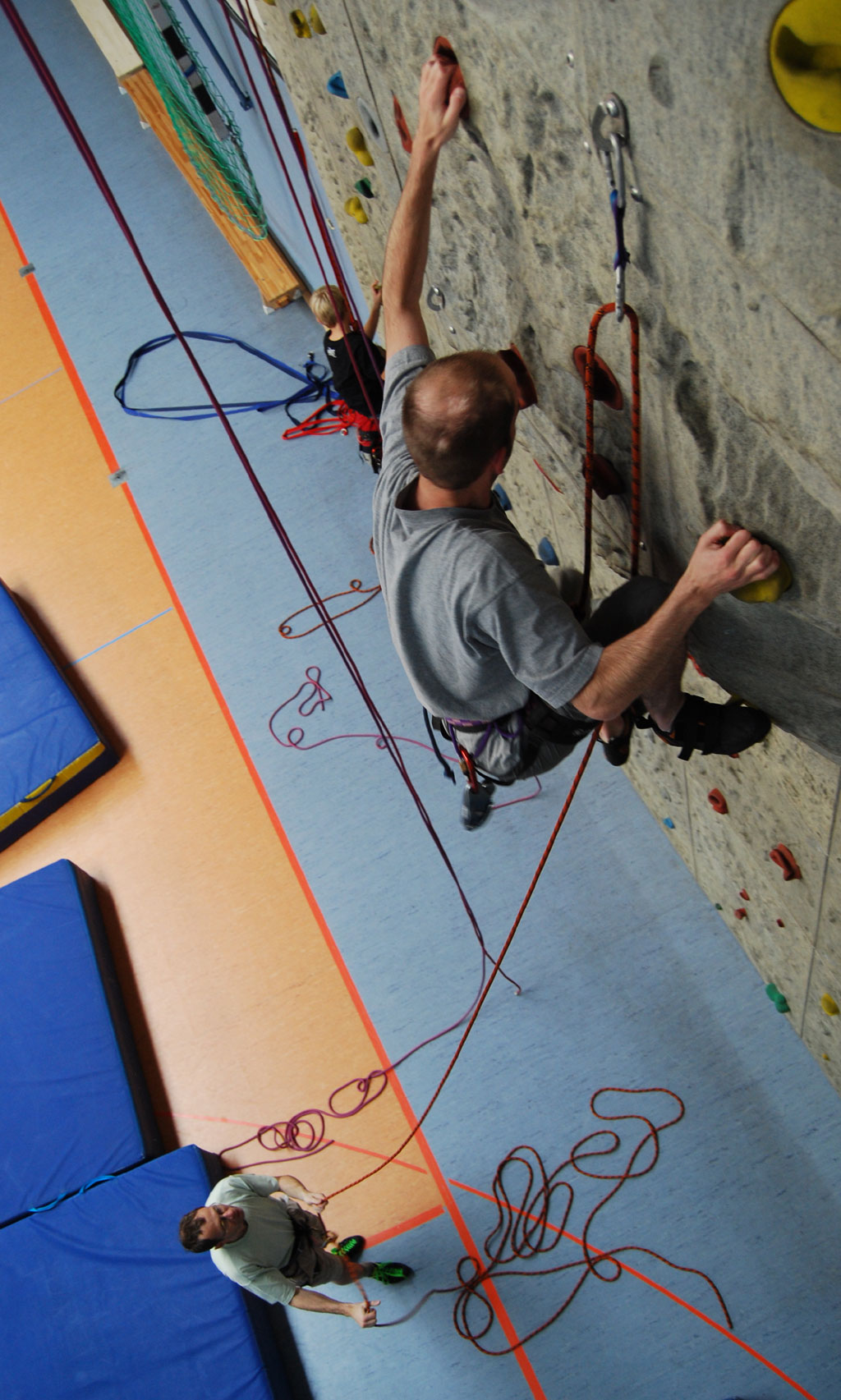
Sportklettern in der Turnhalle

Die Alexander-Coppel-Gesamtschule Solingen verfügt über eine AG Jüdischer Friedhof, in der sich Schüler seit 1988 um Gräber auf dem jüdischen Friedhof am Estherweg in Solingen kümmern. Darunter sind auch Gräber von Opfern des Nazi-Regimes. Seit 1993 besteht eine Partnerschaft mit der Menachem-Begin-Junior-High-School, neuerdings (2013) im Schulzentrum mit der Ben-Gurion-High-School, in Ness Ziona, der Partnerstadt Solingens 20 km südöstlich von Tel Aviv.
Darüber hinaus verfügt die Schule über eine AG Musiktheater, die alle zwei Jahre ein Stück im Theater und Konzerthaus Solingen aufführt und über ein Kunstlabor, das von der Mercator-Stiftung und der MUTIK gGmbH gefördert wird.
Der Schule stehen zwei Sporthallen zur Verfügung. Eine der Hallen ist mit einer Kletterwand ausgestattet, in der auch der Deutsche Alpenvereins e.V. in der unterrichtsfreien Zeit Kurse anbietet. Beginnend mit dem Schuljahr 2017/18 wird in jedem Jahrgang eine sportbetonte Klasse gebildet, in welcher der Sportunterricht mit Vereinsunterstützung intensiviert wird. Mit dem Abiturjahrgang 2018/19 ist Sport als 4. Abiturfach wieder möglich.
Ein weiterer Schwerpunkt liegt im MINT-Bereich und hier besonders dem Fach Technik. In der Alexander-Coppel-Gesamtschule wurde 2008 das Bergische Schultechnikum BeST gegründet und sie ist eine von nur sieben allgemeinbildenden Schulen in NRW, die Leistungskurse im Fach Technik anbieten. Mehrere 3D-Drucker befinden sich dort im Unterrichtseinsatz.

## Auszeichnungen
- 1990: Publikumspreis des Solinger Tageblatts für besonderes Engagement
- 2000: 3. Preis beim Wettbewerb „Solidarität der Generationen“ des BMFSFJ für die AG Jüdischer Friedhof
- 2003: Solinger Agenda 21 – Preis
- 2003: 2. Preis beim Wettbewerb „Schule des Jahres“ – in der Kategorie Ausstattung von Unicum Abi
- 2004: 3. Preis beim Wettbewerb „Schule des Jahres“ – in der Kategorie Berufsvorbereitung von Unicum Abi
- 2004: Auszeichnung des Jüdischen Nationalfonds für die AG Jüdischer Friedhof
- 2005: 1. Preis beim bundesweiten Vorlesewettbewerb der fünften Klassen
- 2007: 1. Preis beim Wettbewerb „Schule des Jahres“ – in der Kategorie Medienerziehung von Unicum Abi
- 2007: 3. Preis beim Technikwettbewerb Rhein-Ruhr
- 2007: Hauptpreis beim Wettbewerb „Zukunft durch Innovation“ des MIWF NRW
- 2008: Auszeichnung „Der Silberne Schuh“ für die AG Jüdischer Friedhof
- 2009: 1. Preis beim Wettbewerb „Schule des Jahres“ – in der Kategorie Medienerziehung von Unicum Abi
- 2011: 1. Preis beim Wettbewerb „Schule des Jahres“ – in der Kategorie Berufsvorbereitung von Unicum Abi
- 2011: Sonderpreis beim Wettbewerb „bio-logisch“ des MIWF NRW
- 2012: 1. Preis beim Solinger Schulpreis
- 2013: 1. Kurt-Kreuser-Preis der Rudolf-Knupp-Stiftung
- 2014: Schulurkunde Experimental-Wettbewerb „Chemie entdecken“ durch das MSW
- 2015: Urkunde für die Teilnahme am „Netzwerk Hochbegabtenförderung NRW“

## Persönlichkeiten
Vor ihrem Wechsel in die Politik unterrichtete Sylvia Löhrmann von 1984 bis 1995 am Kannenhof.